# Thürnhof
Mit Thürnhof wird ein ehemals selbständiger Gutsweiler bezeichnet, der in der Flur von Coschütz liegt und seit dem 1. Januar 1994 zur Stadt Elsterberg im sächsischen Vogtlandkreis gehört. 

## Geographie

Gliederung der Stadt Elsterberg

### Geographische Lage
Das Gelände des einstigen Ritterguts Thürnhof um die Straße „Zur Eichleite“ bildet den östlichen Teil von Coschütz. Dieses befindet sich östlich des Stadtkerns von Elsterberg auf einer Anhöhe. Thürnhof befindet sich im Osten des Naturraumes Vogtland (Mittelvogtländisches Kuppenland) im sächsischen Teil des historischen Vogtlands.

### Nachbarorte
| Sachswitz (Thüringen) |                                             | Kleingera mit Reuth |
|                       | Kompassrose, die auf Nachbargemeinden zeigt | Brockau             |
| Coschütz              | Losa mit Wipplas                            | Rückisch            |

## Geschichte

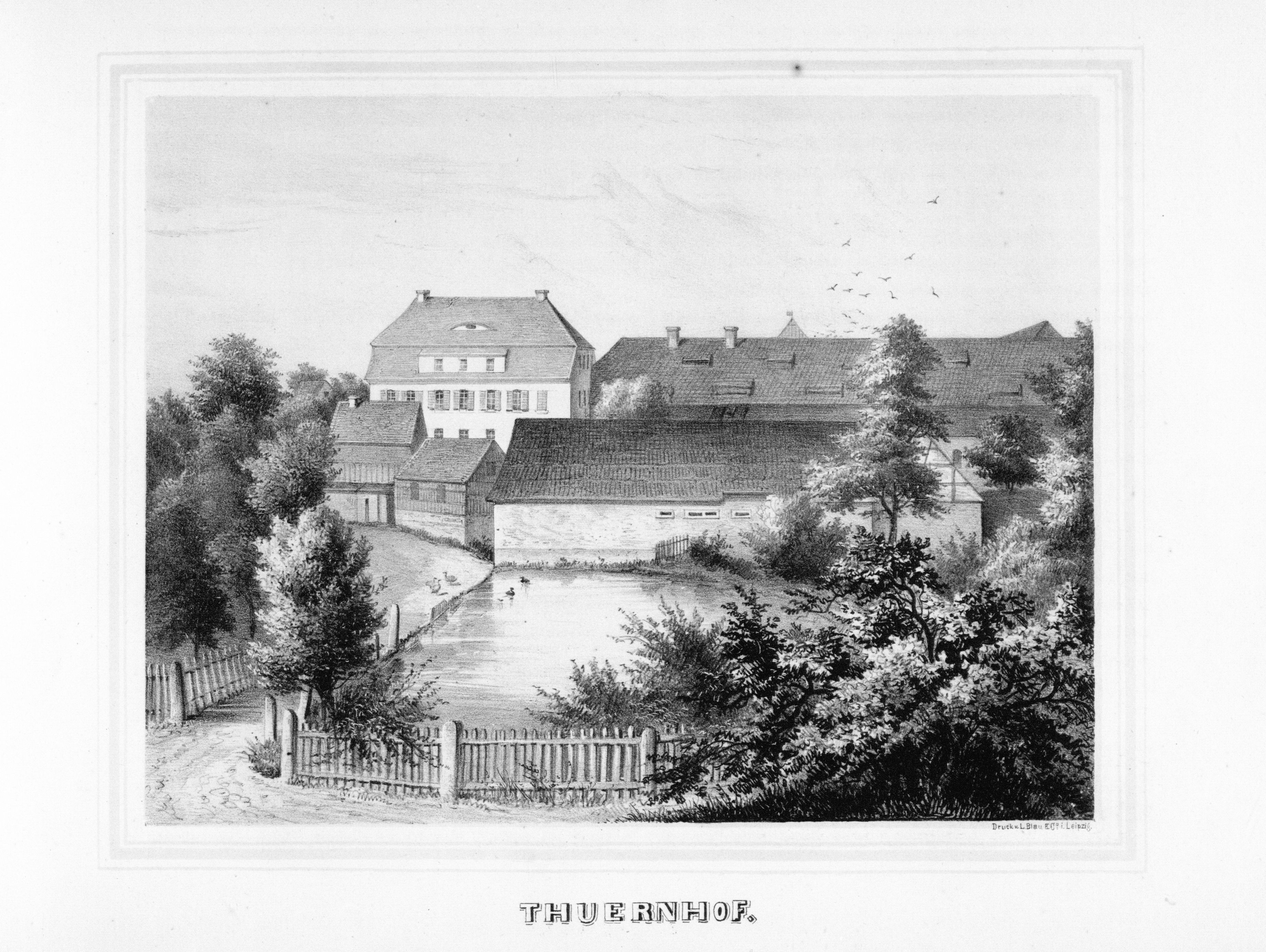
Rittergut Thuernhof (1859)

Das Gut Thürnhof wurde spätestens 1495 erstmals erwähnt. Die Herren von Bünau gründeten aus Vorwerken des Besitzes der einstigen Herrschaft Elsterberg heraus im Jahr 1495 die Rittergüter Thürnhof und Coschütz (1533 als Kositz erwähnt). Urkundlich belegte Ortsnamensformen von Thürnhof sind Dorrenhoff (1538), Durrenhoff (1545), Thurnhof (1577) und Thürnhof (1768). Im Gegensatz zum benachbarten Rittergut Coschütz, welches 1636 verkauft wurde, verblieb das Rittergut Thürnhof länger im Besitz derer von Bünau. Christiane Amalie Henriette von Bünau brachte es um 1750 in die Ehe mit Christian Sigismund von Schlieben. Wiederum durch Eheschließung kam das Rittergut Thürnhof im Jahr 1839 an die Familie Günther. Südöstlich des Ritterguts Thürnhof ist seit 1764 das zur Grundherrschaft Thürnhof gehörige Vorwerk Rückisch nachweisbar. Weiterhin gehörten zur Grundherrschaft Thürnhof die Orte Reimersgrün, Görschnitz (sächs. Ant.), Wipplas und Anteile von Brockau, Buchwald, Pfaffengrün und Gippe.
1795 lebte ein Häusler in Thürnhof. Kirchlich ist der Ort seit jeher nach Elsterberg gepfarrt. Politisch gehörte Thürnhof bis 1856 zum kursächsischen bzw. königlich-sächsischen Amt Plauen. 1856 wurde es dem Gerichtsamt Elsterberg und 1875 der Amtshauptmannschaft Plauen angegliedert. 1871, 1875 und 1880 sind 4 Häuser mit 33, 39 bzw. 25 Einwohnern belegt. Bereits damals gehörte Thürnhof zur Landgemeinde Coschütz. 1880 war das Rittergut ein eigenständiger Gutsbezirk. 1900 lebten im Rittergut Thürnhof 8 Personen. Er wurde politisch am 1. April 1921 der Gemeinde Coschütz angegliedert. Die Familie Günther, Besitzer des Ritterguts Thürnhof, wurde im Zuge der Bodenreform in der Sowjetischen Besatzungszone ab 1945 enteignet. Nachdem 1947 Umbauten am einstigen Rittergut vorgenommen wurden, erfolgte ab 1950 eine Nutzung durch die LPG. Es steht heute leer.
Durch die zweite Kreisreform in der DDR kam die Gemeinde Coschütz mit den Siedlungsteilen Feldwiese, Thürnhof und Rückisch im Jahr 1952 zum Kreis Reichenbach im Bezirk Chemnitz (1953 in Bezirk Karl-Marx-Stadt umbenannt). Ab 1990 gehörte Thürnhof als Teil der Gemeinde Coschütz zum sächsischen Landkreis Reichenbach. Am 1. Januar 1994 erfolgte die Eingemeindung von Coschütz in die Stadt Elsterberg, wodurch die einstige Gemeinde vom Landkreis Reichenbach in den Landkreis Plauen wechselte. Die Postleitzahl von Coschütz änderte sich dadurch von 08491 auf 07985. Elsterberg wiederum war auf Grundlage des Staatsvertrages zwischen Thüringen und Sachsen am 1. April 1992 vom thüringischen Landkreis Greiz in den sächsischen Landkreis Plauen gewechselt. Lediglich bezüglich der Postleitzahl gehört die Stadt bis heute zum „thüringischen“ Postleitzahlengebiet „07“, zu dem nun auch Thürnhof gehört. Seit 1996 gehört das in der Flur des Elsterberger Ortsteils Coschütz liegende Thürnhof zum Vogtlandkreis.